# High dynamic range imaging
High dynamic range imaging – technika w fotografii polegająca na wykonaniu kilku ekspozycji tego samego kadru, z których część jest niedoświetlona, a część prześwietlona. Pozwala ona otrzymać obraz sceny charakteryzującej się dużą rozpiętością tonalną.

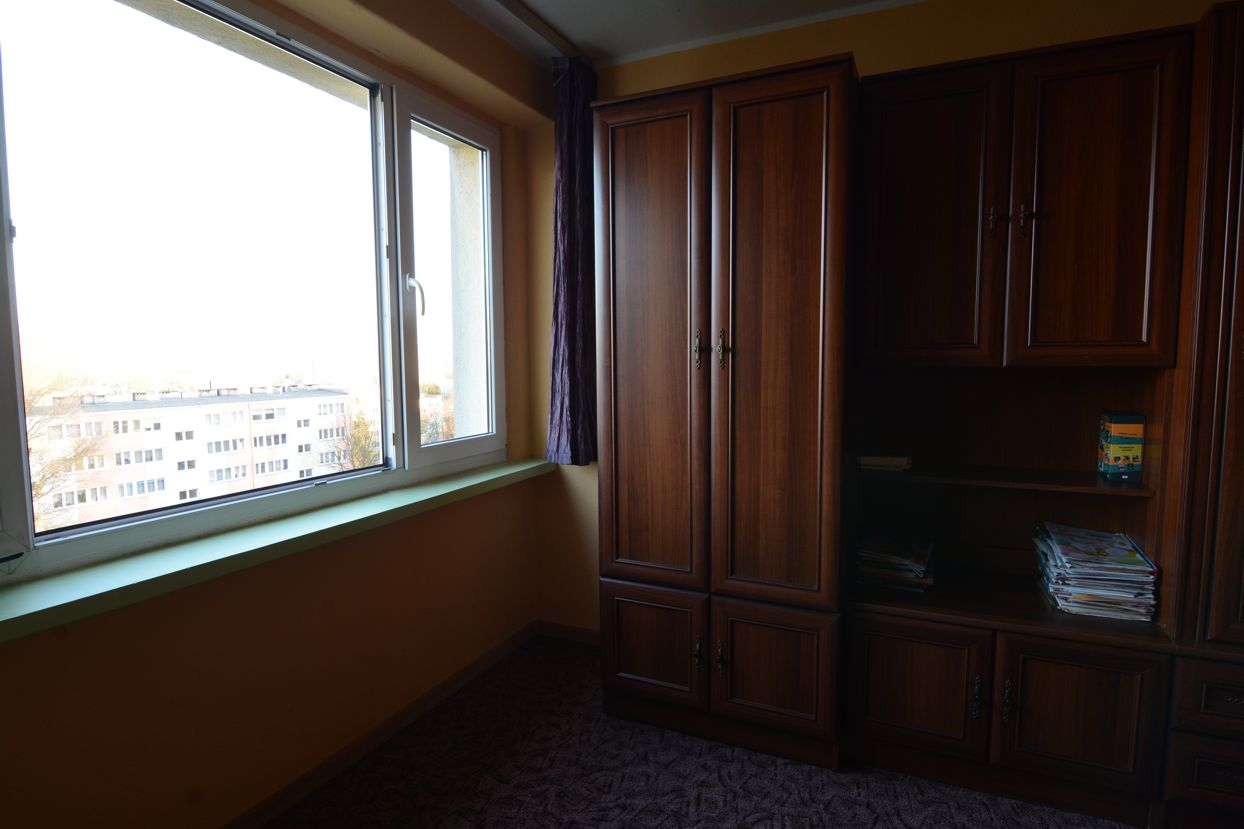
Przykład kadru o bardzo dużej rozpiętości tonalnej (znacznie przekraczającej możliwości właściwego zobrazowania przez aparat fotograficzny). Widoczne duże obszary prześwietlone (po lewej) i niedoświetlone (po prawej).

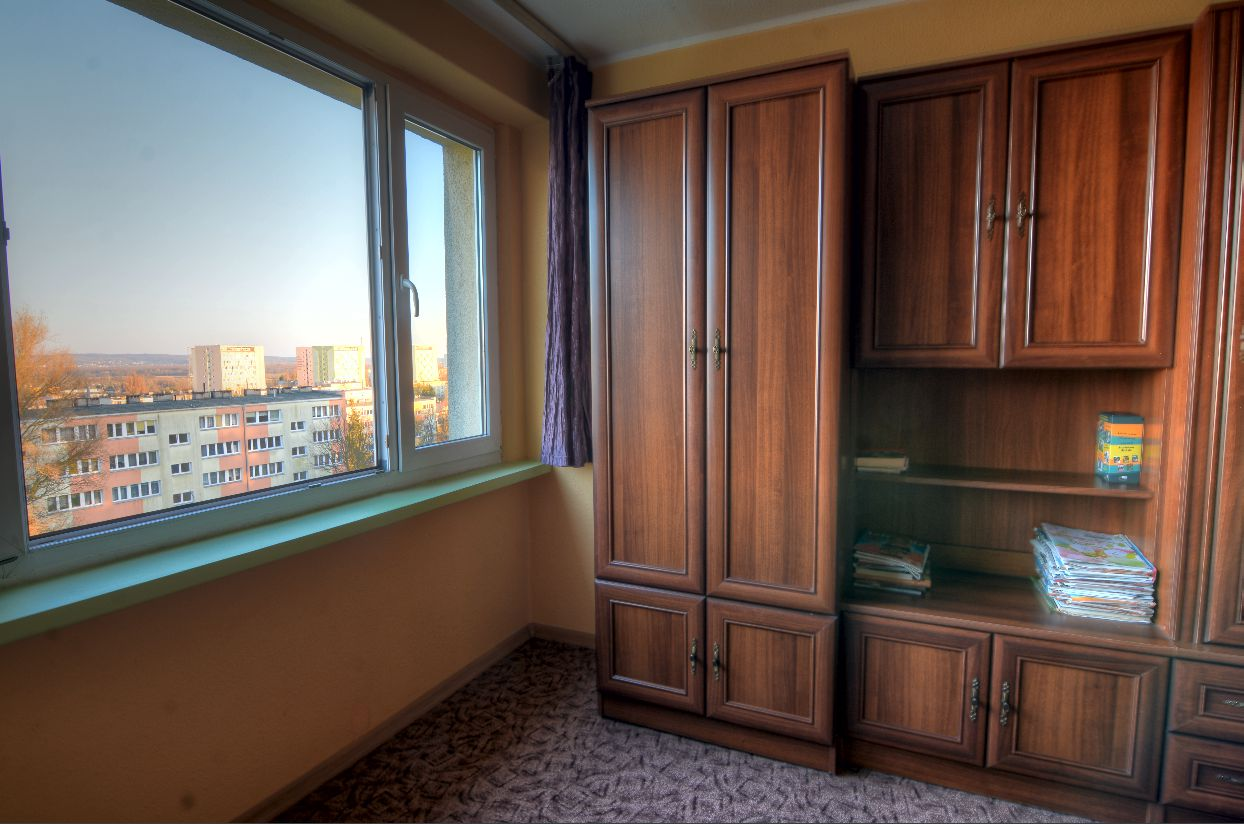
Ten sam kadr sfotografowany z użyciem techniki HDR. Brak obszarów prześwietlonych i niedoświetlonych

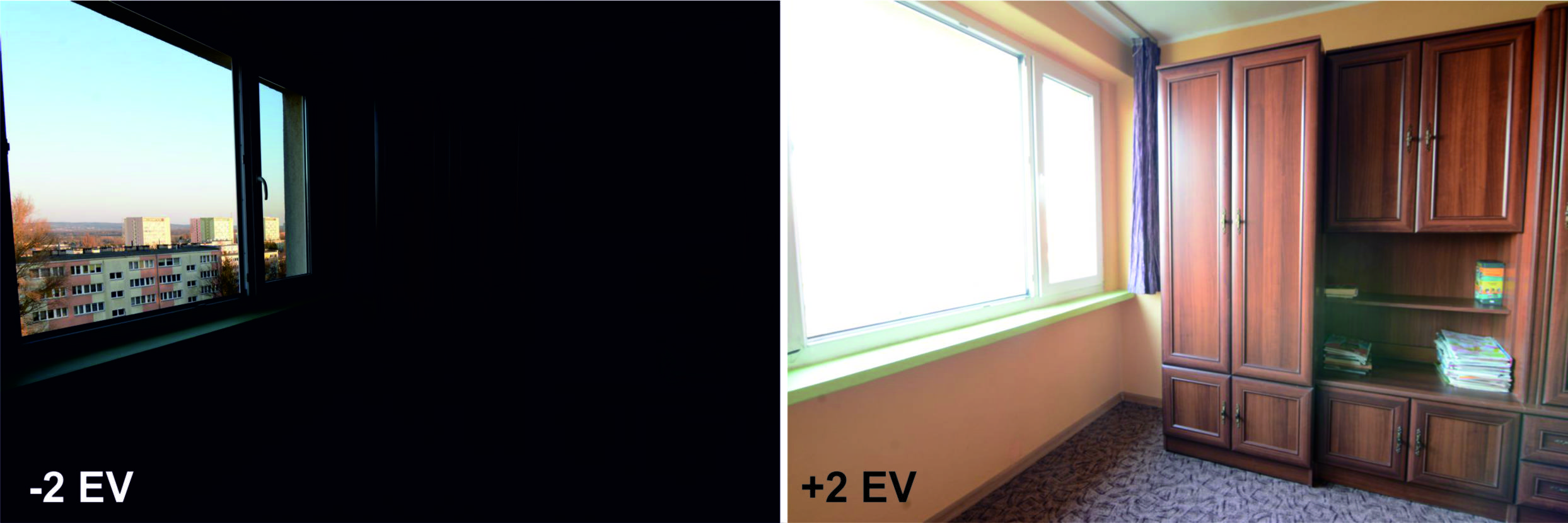
Dwa zdjęcia, które posłużyły do stworzenia powyższego obrazu HDR. Pierwsze z nich wykonano z kompensacją ekspozycji -2 EV, drugie z kompensacją ekpozycji +2 EV)

Używając tej techniki, najczęściej wykonuje się trzy do pięciu fotografii (czasami więcej – w zależności od rozpiętości tonalnej kadru oraz dynamiki aparatu) z poprawnie naświetlonymi cieniami, elementami pośrednimi oraz światłami, z różnicą np. 2 EV (jednak może to być 1 EV albo nawet 3 EV), a następnie łączy się obrazy w jeden plik graficzny. Tak złożony obraz HDR poddawany jest mapowaniu luminancji, dzięki czemu kompresji ulega globalny kontrast zdjęcia, ale zachowane są lokalne zmiany w jasności.
Pierwszy raz technika ta została użyta w roku 1857 przez Gustawa Le Gray, próbującego oddać na jednej fotografii zarówno morze, jak i niebo, choć przekraczało to możliwości techniczne ówczesnych aparatów i filmów. Le Gray rozwiązał problem, wykonując dwie oddzielne fotografie z różnym czasem naświetlania, a następnie wykorzystał różne fragmenty negatywów do otrzymania pozytywu.